# 佘勉學
佘勉學（1490年—1558年），字行甫，广西柳州卫官籍，湖广孝感縣人。明朝政治人物。

## 生平
治《詩經》，正德八年（1513年）癸酉科廣西鄉試第十名舉人，嘉靖二年（1523年）癸未科會試第一百九十八名，第三甲第二百三十二名進士。授浙江钱塘县知县，七年三月选授南京陕西道試御史，九年巡按南直隶，条陈江防二事。十年十二月南京御史馬敭、乔英、陈洙、李祥、佘勉学、刘志仁、李松、何宏、陈府、宋宜等人因弹劾吏部尚書王琼而被逮入诏狱，後释放，贬为連州判官。历任州县十余年，入为刑部郎中，出为徽州府知府。丁内艰，起补常州知府，进山东按察司天津兵备副使。被严世蕃所嫉，嗾使言官弹劾，後事情得白，补贵州副使。转福建参政，进按察使，三十五年正月以考察致仕归。

## 家族
曾祖佘茂。祖父佘幹，成化十年甲午舉人、贡士。父佘崇鳳（1469年-1537年），弘治五年壬子舉人、四川合州知州。母李氏。具庆下。养子佘齊，监生。子佘亶、佘玄皆是举人出身，分别当过推官、通判。佘立为嘉靖四十一年进士，官至兵部左侍郎。佘方“博通经史，淹贯百家”，与佘立齐名，卒祀乡贤。